# Kielmeyera similis
Kielmeyera similis är en tvåhjärtbladig växtart som beskrevs av N. Saddi. Kielmeyera similis ingår i släktet Kielmeyera och familjen Calophyllaceae. Inga underarter finns listade i Catalogue of Life.